# Across the Universe (film)
Pour les articles homonymes, voir Across the Universe (homonymie).
Ne doit pas être confondu avec À travers l'univers (collection).
Pour plus de détails, voir Fiche technique et Distribution.
Across the Universe, ou À travers l'univers au Québec, est un film musical britanno-américain réalisé par Julie Taymor et sorti en 2007. Le scénario, écrit par Dick Clement et Ian La Frenais, est fondé sur une histoire originale inspirée des textes de trente-quatre chansons des Beatles, réinterprétées par les acteurs du film.

## Synopsis
Dans les années 60, Jude Feeney, un ouvrier du chantier naval de Liverpool, se rend aux États-Unis pour trouver son père, ancien soldat qui l'a conçu pendant la Seconde Guerre mondiale et qu'il n'a jamais rencontré. Il promet à sa petite amie Molly qu'il restera en contact avec elle durant son absence.
Pendant ce temps, dans le New Jersey, Lucy Carrigan s'inquiète pour son petit ami Daniel, qui s'apprête à servir dans l'armée pour la guerre du Vietnam. À Dayton, Ohio, Prudence, une pom-pom girl se languit d'une autre pom-pom girl, puis honteuse, abandonne l'école
Jude rencontre son père Wes, devenu concierge à l'Université de Princeton, mais ne se lie pas particulièrement avec lui. Sur le campus, il rencontre et se lie d'amitié avec l'étudiant fainéant Max, qui le ramène à la maison pour Thanksgiving. Il présente Jude à sa famille, y compris Lucy, sa sœur cadette.
Max abandonne l'université; lui et Jude emménagent dans une enclave bohème de Greenwich Village dirigée par une chanteuse, Sadie. Jude devient artiste indépendant et Max chauffeur de taxi. Daniel est tué au Vietnam et Lucy assiste à ses funérailles. À Détroit, un jeune garçon afro-américain est tué lors de l'émeute de 1967. Son frère adulte Jo-Jo, guitariste, déménage à New York pour changer de décor et passer des auditions pour le groupe de Sadie. Ils sont bientôt rejoints par Prudence qui y avait fait du stop.
Lucy rend visite à Max à New York avant de commencer l'université, et elle et Jude tombent amoureux. Max, d'abord mécontent d'apprendre qu'ils ont couché ensemble, leur donne finalement sa bénédiction. Plus tard, Max est enrôlé dans l'armée et envoyé au Vietnam, car il n'est plus un étudiant protégé de la conscription. Prudence est attirée par Sadie et devient déprimée lorsque Sadie et Jo-Jo entament une relation.
Lucy s'implique de plus en plus dans le mouvement anti-guerre. Jude reste relativement apolitique mais dévoué à elle. Sadie se voit offrir une chance de faire une tournée solo en tant que tête d'affiche, ce qui conduit à une rupture amère entre elle et Jo-Jo. Jude n'aime pas le temps de plus en plus long que Lucy passe avec les Étudiants pour une République démocratique, dirigés par l'activiste Paco, car il soupçonne que Paco tente de la séduire.
Jude fait irruption dans le bureau du SDR, ce qui entraîne une dispute avec Lucy et une bagarre avec Paco, après quoi Jude est expulsé et elle rompt avec lui. Quelque temps plus tard, Jude la suit à une manifestation anti-guerre à l'Université de Columbia. Lorsque la police arrête Lucy, Paco et les autres militants, les tentatives de Jude pour la joindre conduisent également à son arrestation.
Face à la déportation, Jude contacte son père. Wes lui rend visite en prison mais n'a aucune preuve légale qu'il est son fils et donc un citoyen américain. En conséquence, Jude est renvoyé en Angleterre. De retour à son travail aux chantiers navals de Liverpool, il rencontre son ancienne petite amie Molly et voit qu'elle est très enceinte de son partenaire actuel. Elle l'a rencontré à peu près au moment où Jude a cessé de lui écrire (quand il a commencé à voir Lucy).
Jo-Jo continue de jouer de la guitare solo dans les bars, tandis que Sadie, qui connaît un grand succès, noie son chagrin et sa solitude dans l'alcool en tournée. Max est blessé au Vietnam et renvoyé chez lui. Lucy lui rend visite à l'hôpital mais il est traumatisé et dépendant à la morphine. Pendant ce temps, elle poursuit ses activités avec le SDR et est impliquée avec Paco, mais est mal à l'aise avec lui menant le mouvement plus profondément dans la violence.
Lucy quitte Paco et l'organisation lorsqu'elle le trouve en train de fabriquer des bombes, et elle est entourée de rappels constants de Jude. L'une des bombes artisanales de Paco explose, le tuant ainsi que ses complices. En lisant cette nouvelle, Jude craint que Lucy soit également morte. Il apprend de Max au téléphone qu'elle avait quitté le groupe au préalable et qu'elle est en vie, et il s'arrange pour retourner légalement à New York.
Jo-Jo et Sadie, qui se sont réconciliés, organisent un concert sur le toit. Max amène Jude sur le toit. Lorsque la police arrive pour interrompre le concert, Jude parvient à rester sur le toit et se met à chanter. La police permet au groupe de le rejoindre. Il remarque Lucy sur le toit opposé, debout et le regardant. Lucy et Jude se regardent en souriant à la fin du spectacle.

## Fiche technique
- Tire : Across the Universe
- Titre québécois : À travers l'univers
- Réalisation : Julie Taymor
- Scénario : Dick Clement, Ian La Frenais (en) et Julie Taymor
- Musique originale : Elliot Goldenthal
  - Musique réutilisée : The Beatles, Elliot Goldenthal (orchestration)
    - Chansons : John Lennon, Paul McCartney, George Harrison, Ringo Starr
- Montage : Françoise Bonnot
- Photographie : Bruno Delbonnel
- Costumes : Albert Wolsky
- Casting : Bernard Telsey
- Chorégraphie : Daniel Ezralow
- Effets spéciaux : Peter Crosman
- Animation : Kyle Cooper
- Production : Matthew Gross (de), Jennifer Todd et Suzanne Todd (en)
- Producteurs exécutifs : Derek Dauchy, Rudd Simmons, Charles Newirth
- Budget : environ 77 millions USD[1],[2]
- Pays de production :  Royaume-Uni,  États-Unis
- Langue originale : anglais
- Format : 35 mm 2,35:1 - Dolby SRD
- Dates de sortie :
  - Canada : 10 septembre 2007 (Festival de Toronto)
  - France : 28 novembre 2007

## Distribution
| |  |  |
| Les acteurs principaux Jim Sturgess et Evan Rachel Wood à la première du film au Toronto International Film Festival 2007. |  |  |

- Evan Rachel Wood : Lucy Carrigan
- Jim Sturgess : Jude Feeney
- Joe Anderson : Maxwell Carrigan
- Dana Fuchs : Sadie
- Martin Luther McCoy (en) : Jo-Jo
- T.V. Carpio : Prudence
- Spencer Liff : Daniel
- Angela Mounsey : Martha Feeny, la mère de Jude
- Robert Clohessy (VF : Guillaume Orsat) : Wesley « Wes » Huber, le père de Jude
- Joe Cocker : Clochard/Proxénète/Hippie
- Bono : DrRobert
- Eddie Izzard : Mr. Kite
- Salma Hayek : l'infirmière chanteuse
- Carol Woods : la chanteuse de gospel
- Lisa Hogg : Molly, petite amie de Jude

## Chansons des Beatles dans le film
Les compositions des Beatles entendues sur la bande originale, listées dans l'ordre chronologique du film. Helter Skelter apparaît deux fois dans le film, tout comme le refrain de Revolution.
1. Girl, par Jim Sturgess
2. Helter Skelter, par Dana Fuchs (reprise plus tard dans le film, combinée avec Across The Universe)
3. Hold Me Tight, par Evan Rachel Wood et Lisa Hogg
4. All My Loving, par Jim Sturgess
5. I Want to Hold Your Hand, par T.V. Carpio
6. With a Little Help from My Friends, par Joe Anderson et Jim Sturgess
7. It Won't Be Long, par Evan Rachel Wood
8. I've Just Seen a Face, par Jim Sturgess
9. Let It Be, par Carol Woods et Timothy T. Mitchum (en)
10. Come Together, par Joe Cocker et Martin Luther McCoy (en)
11. Why Don't We Do It in the Road?, par Dana Fuchs
12. If I Fell, par Evan Rachel Wood
13. I Want You (She's So Heavy), par Joe Anderson, Dana Fuchs et T.V. Carpio
14. Dear Prudence, par Dana Fuchs, Jim Sturgess, Evan Rachel Wood et Joe Anderson
15. Flying, par The Secret Machines (les interprètes n'apparaissent pas à l'écran)
16. Blue Jay Way, par The Secret Machines (les interprètes n'apparaissent pas à l'écran)
17. I Am the Walrus, par Bono et The Secret Machines
18. Being for the Benefit of Mr. Kite!, par Eddie Izzard
19. Because, par Evan Rachel Wood, Jim Sturgess, Joe Anderson, Dana Fuchs, T. V. Carpio et Martin Luther McCoy
20. Something, par Jim Sturgess
21. Oh! Darling, par Dana Fuchs et Martin Luther McCoy
22. Strawberry Fields Forever, par Jim Sturgess et Joe Anderson
23. Revolution, par Jim Sturgess (le refrain est repris plus tard dans le film par Evan Rachel Wood durant la scène dans la cabine téléphonique)
24. While My Guitar Gently Weeps, par Martin Luther McCoy (avec Jim Sturgess pour l'un des couplets)
25. Across the Universe, par Jim Sturgess
26. Happiness is a Warm Gun, par Joe Anderson et Salma Hayek
27. A Day in the Life, par Jeff Beck (extrait instrumental)
28. Blackbird, par Evan Rachel Wood
29. Hey Jude, par Joe Anderson (avec Angela Mounsey pour l'un des couplets)
30. Don't Let Me Down, par Dana Fuchs et Martin Luther McCoy
31. All You Need Is Love, par Jim Sturgess, Dana Fuchs, T.V. Carpio et Martin Luther McCoy
32. Lucy in the Sky with Diamonds, par Bono (avec The Edge aux chœurs ; la chanson sert de générique de fin)

Une scène coupée au montage et figurant parmi les bonus du DVD consiste en un extrait de And I Love Her interprété par Martin Luther McCoy.

## Noms des personnages
Les noms des personnages du film sont, pour la plupart, tirés de noms cités dans des chansons des Beatles :
- Lucy Carrigan, inspiré de la chanson Lucy in the Sky with Diamonds
- Max Carrigan, inspiré de la chanson Maxwell's Silver Hammer
- Jude Feeny, inspiré de la chanson Hey Jude
- Sadie, inspiré de la chanson Sexy Sadie
- Jo-Jo, inspiré de la chanson Get Back
- Desmond, inspiré de la chanson Ob-La-Di, Ob-La-Da (absente du film)
- Mr. Kite, inspiré de la chanson Being for the Benefit of Mr. Kite
- Martha Feeny, inspiré de la chanson Martha My Dear
- Doctor Robert, inspiré de la chanson Doctor Robert
- Prudence, Inspiré de la chanson Dear Prudence
- Rita, inspiré de la chanson Lovely Rita (absente du film)
- Bill, inspiré de la chanson The Continuing Story of Bungalow Bill (absente du film)
- Molly, inspiré de la chanson Ob-La-Di, Ob-La-Da (absente du film)

## Autres références aux Beatles
Certains faits et dires des personnages du film font référence à des chansons originales des Beatles ou à des anecdotes les concernant :
- Au début du film, un vieil homme dit : « Lorsque j'aurai soixante-quatre ans, je serai loin d'ici[3]. », faisant référence à la chanson When I'm Sixty-Four.
- Lors de la scène du repas de Thanksgiving, la grand-mère de Max et Lucy parle de la sauce aux canneberges (« cranberry sauce ») ; ces mots sont murmurés par John Lennon dans la chanson Strawberry Fields Forever et font partie des prétendus « indices » cachés dans les chansons des Beatles qui corroboreraient la légende sur la mort de Paul McCartney.
- Quand Jude et Max rencontrent Sadie, elle leur dit : « Vous avez l'air plutôt proprets. Mais vous pourriez avoir tué votre mamie au marteau[4]. », en référence à la chanson Maxwell's Silver Hammer (« Le Marteau d'argent de Maxwell »).
- Lorsque le personnage de Prudence fait son apparition dans l'appartement que Max, Jude et Sadie partagent, elle entre par la fenêtre de la salle de bain, rappelant directement la chanson She Came in Through the Bathroom Window (« Elle est entrée par la fenêtre de la salle de bain. »), phrase que prononce d'ailleurs Jude après cette scène.
- D'ailleurs, lorsqu'elle s'enferme dans le placard, cela rappelle Prudence Farrow (la sœur de l'actrice Mia, pour les cinéphiles) qui suivait le même enseignements que les Beatles mais qui restait isolée dans sa chambre ce qui inquiétait le reste du groupe de méditation qui pensait qu'elle devenait folle. John Lennon ayant écrit cette chanson en 1968 et les Beatles sont alors dans le centre du maharishi Mahesh Yogi afin d'y apprendre la méditation[5].
- Le concert du début du film, à Liverpool, se déroule dans un club nommé « The Cavern », en référence au Cavern Club, salle de spectacle où les Beatles ont fait leurs débuts.
- Avant de chanter Strawberry Fields Forever, Jude essaye de dessiner une pomme verte, logo d'Apple Records, label fondé par les Beatles.
- Le concert final sur le toit est à rapprocher du « rooftop concert » de 1969, dernier concert des Beatles, sur le toit d'Apple Records, lui aussi interrompu par l'intervention de la police.

## Autour du film
- Lorsque Lucy arrive sur le site du concert final sur le toit, son taxi jaune s'arrête à côté d'une Porsche peinte comme celle de Janis Joplin.
- Le t-shirt de l'une des hippies que l'on voit la maison de Dr Geary est le même que celui de la Junkie Pussy Cat dans Once Upon A Time In Hollywood de Quentin Tarantino.